# Parrocchia di Orleans
La parrocchia di Orleans, in inglese Orleans Parish, è la denominazione della Città di New Orleans nella sua qualità di parrocchia dello Stato della Louisiana.
La parrocchia fu creata nel 1805, e oggigiorno è coestensiva della città e gestita dal suo sindaco.